# Douma du kraï de Stavropol
VIIe législature
no 1, place Lénine, Stavropol
La douma du kraï de Stavropol (en russe : Дума Ставропольского края) est l'organe législatif régional du kraï de Stavropol en Russie. Le parlement est composé de 50 députés élus pour 5 ans au suffrage universel direct. À la suite des dernières élections en 2021, l'assemblée est dominée par Russie unie.

## Élections

### 2021
| Parti         | Parti                 | %     | Sièges |
| ------------- | --------------------- | ----- | ------ |
|               | Russie unie           | 60.34 | 43     |
|               | KPRF                  | 15.71 | 4      |
|               | Russie juste          | 9.46  | 2      |
|               | Indépendant           | —     | 1      |
|               |                       |       |        |
|               | LDPR                  | 4.94  | 0      |
|               | Nouvelles personnes   | 3.20  | 0      |
|               | RPPSS                 | 2.45  | 0      |
|               | Communistes de Russie | 1.76  | 0      |
|               |                       |       |        |
| Participation | Participation         | 66.74 |        |